# Diocesi di Münster

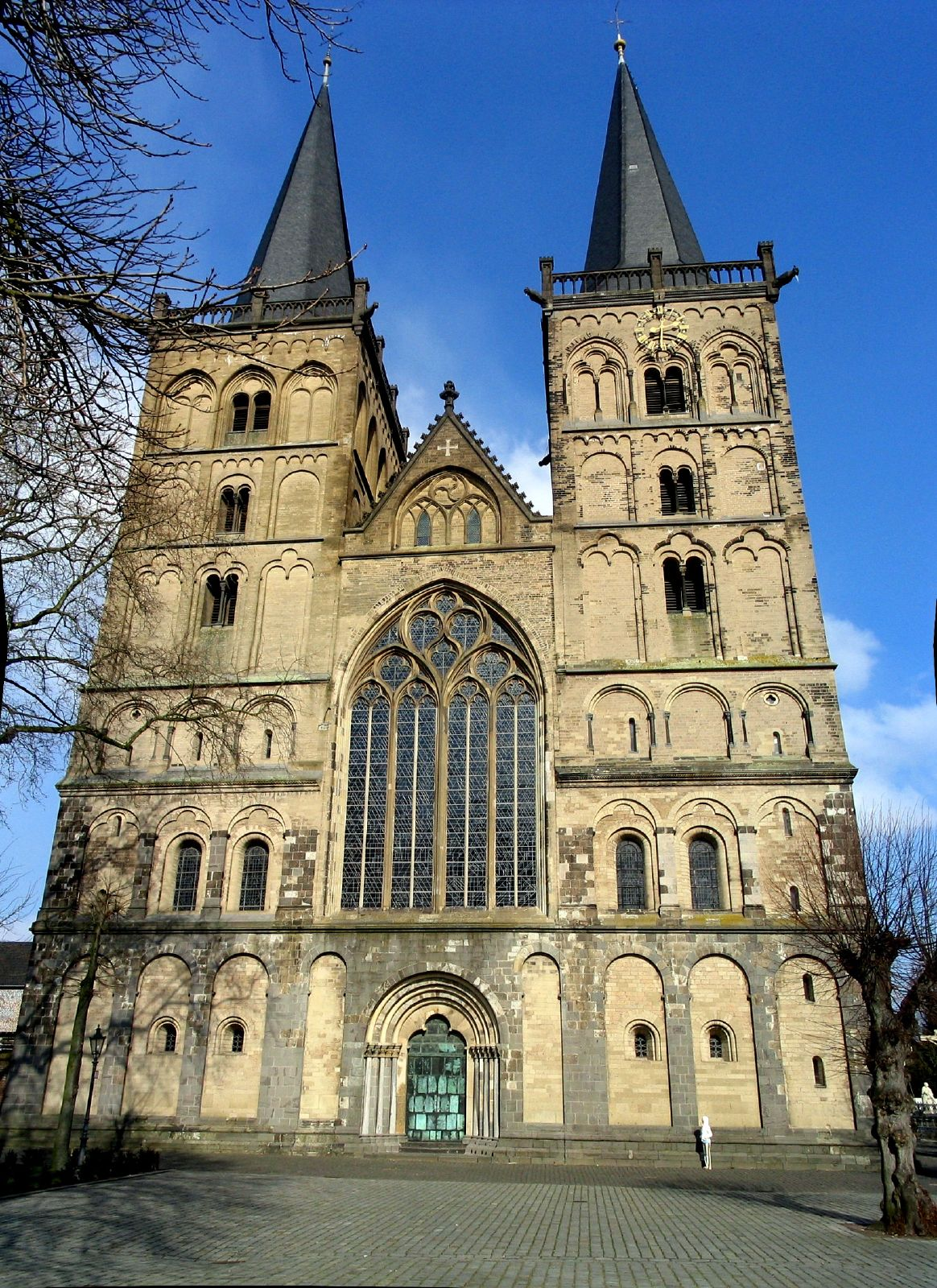
La basilica di San Vittore a Xanten.

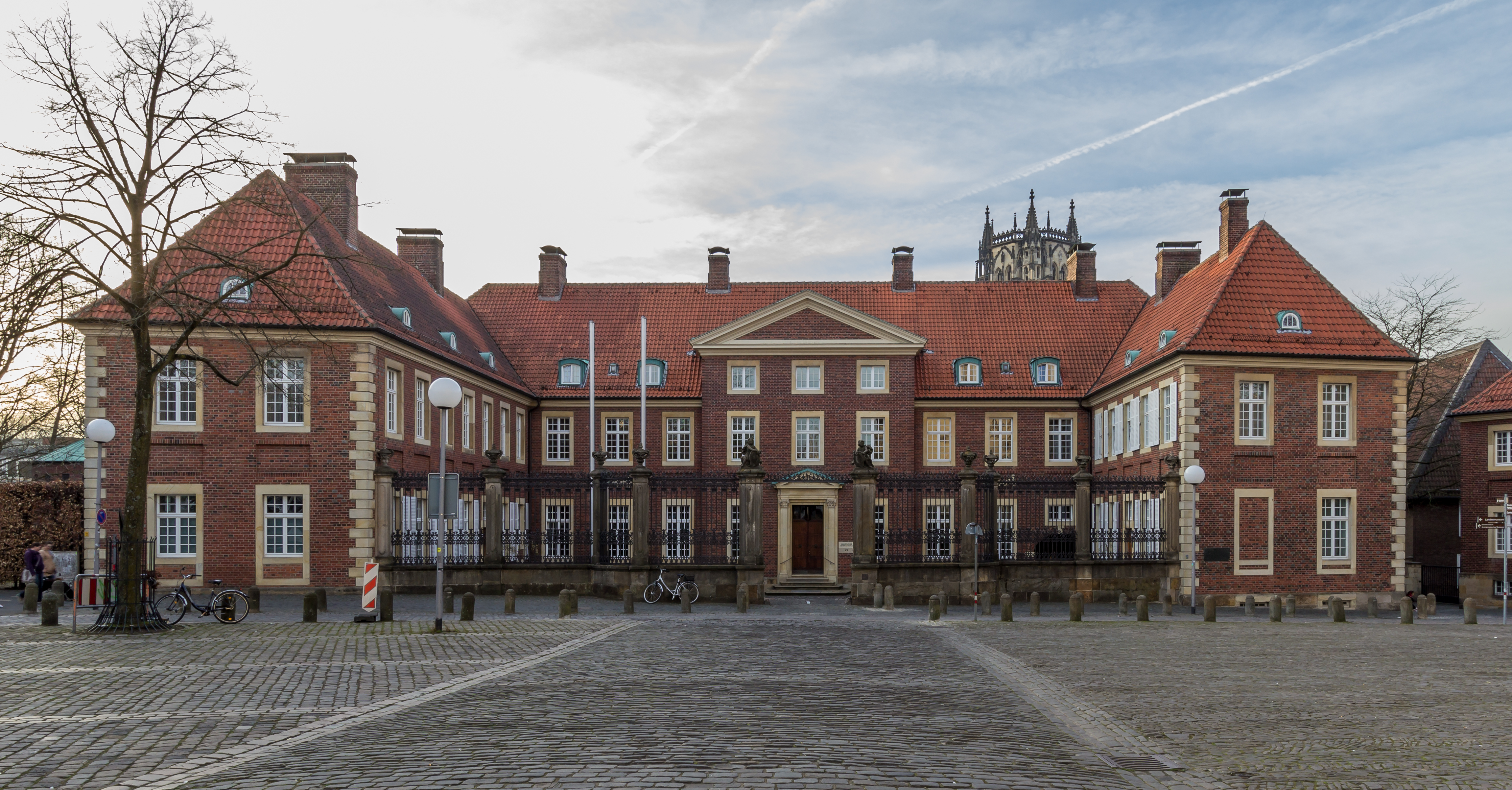
Il palazzo vescovile di Münster.

La diocesi di Münster (in latino Dioecesis Monasteriensis) è una sede della Chiesa cattolica in Germania suffraganea dell'arcidiocesi di Colonia. Nel 2023 contava 1.867.170 battezzati su 4.354.024 abitanti. La sede è vacante.

## Territorio
La diocesi si trova nella Germania centro-settentrionale ed è costituita da due entità territoriali geograficamente separate, una nella Renania Settentrionale-Vestfalia e l'altra in Bassa Sassonia; quest'ultima corrisponde all'antico stato di Oldenburg, oggi denominato Bischöflich Münstersches Offizialat o Offizialat Vechta.
Sede vescovile è la città di Münster, dove si trova la cattedrale di San Paolo. Nella diocesi sorgono anche quattro basiliche minori: il santuario di Santa Ida a Herzfeld, la basilica di Nostra Signora dei Sette Dolori a Cloppenburg, la basilica di Santa Maria Consolatrice a Kevelaer, e la basilica di San Vittore a Xanten.
Il territorio si estende su 15.268 km² ed è suddiviso in 202 parrocchie, raggruppate in un decanato urbano (Münster), sette decanati rurali (Warendorf, Borken, Steinfurt, Coesfeld, Recklinghausen, Kleve e Wesel) e nell'officialato di Vechta (Offizialat Vechta).

## Istituti religiosi

### Istituti religiosi maschili
- Canisiani
- Chierici regolari minori
- Congregazione dei Sacri Cuori
- Congregazione del Santissimo Redentore
- Congregazione di Beuron dell'Ordine di San Benedetto
- Congregazione di Sant'Ottilia dell'Ordine di San Benedetto
- Fratelli celliti o alessiani di Aquisgrana
- Fratelli maristi delle scuole
- Missionari d'Africa
- Missionari del Sacro Cuore di Hiltrup
- Missionari di Mariannhill
- Missionari oblati di Maria Immacolata
- Ordine carmelitano
- Ordine dei frati minori
- Ordine dei frati minori cappuccini
- Ordine dei frati predicatori
- Società del Divin Salvatore
- Società dell'apostolato cattolico
- Società salesiana di San Giovanni Bosco

### Istituti religiosi femminili
- Ancelle dei poveri
- Benedettine
- Benedettine dell'adorazione perpetua del Santissimo Sacramento
- Carmelitane
- Clarisse
- Clarisse cappuccine
- Congregazione delle francescane clarisse
- Figlie della Croce
- Figlie di San Tommaso
- Francescane di San Giorgio Martire
- Missionarie serve dello Spirito Santo
- Orsoline di Dorsten
- Piccole sorelle dell'Agnello
- Povere suore francescane dell'adorazione perpetua
- Suore ancelle dell'Immacolata Concezione della Beata Vergine Maria
- Suore carmelitane teresiane
- Suore cellite di Santa Maria
- Suore francescane della penitenza e della carità cristiana
- Suore francescane figlie dei Sacri Cuori di Gesù e Maria
- Suore missionarie del Sacro Cuore di Gesù
- Suore missionarie del Santo Nome di Maria
- Suore missionarie del Preziosissimo Sangue
- Suore missionarie dell'Immacolata Concezione della Madre di Dio
- Suore missionarie della Regina degli Apostoli
- Suore degli infermi di San Francesco
- Suore del Divin Salvatore
- Suore del Sacro Cuore
- Suore dell'adorazione perpetua
- Suore dell'imitazione di Cristo
- Suore della Divina Provvidenza
- Suore della Madre del Carmelo
- Suore della Santa Croce
- Suore di carità della Santa Vergine e Addolorata Madre di Dio
- Suore di Nazareth
- Suore di Nostra Signora
- Suore di Nostra Signora del Perpetuo Soccorso
- Suore di Nostra Signora della carità del Buon Pastore
- Suore di San Filippo Neri
- Suore di San Francesco di Essen
- Suore di San Giuseppe di Chambéry
- Suore di Santa Caterina Vergine e Martire
- Suore di Santa Maria Maddalena Postel
- Suore domenicane di San Giuseppe
- Suore samaritane dello Spirito Santo
- Visitandine

## Storia
La diocesi fu eretta nell'anno 800.
Nel XIII secolo i vescovi acquisirono il potere temporale sul territorio della diocesi, che mantennero fino alla secolarizzazione sancita dal Reichsdeputationshauptschluss del 1803. A differenza dei territori circostanti il principato vescovile di Münster fu uno stato confessionale cattolico.
A seguito del congresso di Vienna (1815) e della nascita della Confederazione germanica, la Santa Sede intervenne per ridefinire il territorio della diocesi con la bolla De salute animarum del 16 luglio 1821. La nuova diocesi si estendeva nella parte settentrionale della provincia del Reno e della Vestfalia nel regno di Prussia, e comprendeva 287 parrocchie, di cui alcune già le appartenevano, mentre altre furono sottratte all'arcidiocesi di Colonia, alle diocesi di Aquisgrana e di Osnabrück, alle Missioni d'Olanda e alle Missioni del Nord.
Un accordo del 5 gennaio 1830 assegnò alla diocesi di Münster anche la cura pastorale dei cattolici del granducato di Oldenburgo il cui territorio era stato ingrandito nel 1803 con parte del principato vescovile di Münster, allora secolarizzato, che confinava con lo stesso ducato.
Il 10 marzo 1896 il decreto Obsequiose della Sacra Congregazione Concistoriale attribuì definitivamente alla diocesi di Münster le parrocchie di Oldenburgo, Damme, Neuenkirchen, Holdorf, Jever e Wildeshausen. La Sacra Congregazione Concistoriale con il decreto Ad omne del 20 giugno 1923 confermò la giurisdizione dei vescovi di Münster su questa parte del territorio tedesco, non contigua con il resto della diocesi.
In base al concordato con la Prussia del 1929, il diritto di elezione dei vescovi spetta al capitolo della cattedrale su un elenco di tre nomi proposto dalla Santa Sede. Con la bolla Pastoralis officii del 1930, la diocesi perse la parrocchia di Hinsbeck per la restaurazione della diocesi di Aquisgrana.
Il 23 febbraio 1957 ha ceduto una porzione del suo territorio a vantaggio dell'erezione della diocesi di Essen.

## Cronotassi dei vescovi
Si omettono i periodi di sede vacante non superiori ai 2 anni o non storicamente accertati.
- San Ludgero † (791 - 26 marzo 809 deceduto)
- Gerfrido † (809 - 12 settembre 839 deceduto)
- Altfrido † (? - 22 aprile 849 deceduto)
- Liutberto † (? - 27 aprile 871 deceduto)
- Bertoldo † (? - 24 marzo circa 875 deceduto)
- Wolfelmo † (? - 7 luglio dopo l'892 deceduto)
- Nidhard † (? - 26 maggio circa 922 deceduto)
- Rumoldo † (? - 19 giugno 941 deceduto)
- Ildeboldo † (942 - 17 novembre 967 deceduto)
- Dodo † (? - 14 maggio 993 deceduto)
- Suidgero † (993 - 19 novembre 1011 deceduto)
- Teodorico † (1011 - 23 gennaio 1022 deceduto)
- Sigfrido di Walbeck (Waldeck) † (1022 - 27 novembre 1032 deceduto)
- Ermanno † (1032 - 22 luglio 1042 deceduto)
- Rudberto † (1042 - 16 novembre 1063 deceduto)
- Federico † (1063 - 18 aprile 1084 deceduto)
- Sant'Erpho † (1085 - 9 novembre 1097 deceduto)
- Burcardo di Holte † (1097 - 19 marzo 1118 deceduto)
- Teodorico di Winzenburg † (1118 - 28 febbraio 1127 deceduto)
- Egberto † (1127 - 9 gennaio 1132 deceduto)
- Werner di Steußlingen † (1132 - 7 dicembre 1151 deceduto)
- Federico di Are † (1152 - 29 dicembre 1168 deceduto)
- Ludovico di Wippra † (13 novembre 1169 - 26 dicembre 1173 deceduto)
- Ermanno di Katzenelnbogen † (1173 - 8 giugno 1203 deceduto)
- Ottone di Oldenburg † (1204 - 6 marzo 1218 deceduto)
- Teodorico di Isenberg † (22 luglio 1218 - 1226 deposto[10])
- Ludolfo di Holte † (1227 - 10 giugno 1248 deceduto)
- Ottone di Lippe † (1º novembre 1248 - 21 giugno 1259 deceduto)
- Guglielmo di Holte † (1259 - 30 dicembre 1260 deceduto)
- Gerardo de la Marca † (27 gennaio 1261 - 11 agosto 1272 deceduto)
- Everardo di Diest † (20 aprile 1275 - 5 aprile 1301 deceduto)
- Ottone di Rietberg † (28 aprile 1301 - 18 ottobre 1306 deceduto)
  - Corrado di Berg † (1306 - 1310 dimesso) (vescovo eletto)
- Ludovico d'Assia † (18 marzo 1310 - 18 agosto 1357 deceduto)
- Adolfo de la Marca † (6 novembre 1357 - 21 giugno 1363 nominato arcivescovo di Colonia)
- Giovanni di Virneburg † (21 giugno 1363 - 24 aprile 1364 nominato vescovo di Utrecht)
- Fiorenzo di Wevelinghoven † (24 aprile 1364 - 7 novembre 1379 nominato vescovo di Utrecht)
- Giovanni Potho di Pothenstein † (9 aprile 1379 - 1381 nominato vescovo di Schwerin)
- Inderico Lupo di Lüdinghausen † (28 aprile 1381 - 9 aprile 1392 deceduto)
- Ottone di Hoya † (10 giugno 1392 - 4 ottobre 1424 deceduto)
- Enrico di Moers † (14 marzo 1425 - 2 giugno 1450 deceduto)
- Walram von Moers † (14 ottobre 1450 - 3 ottobre 1456 deceduto)
  - Giovanni del Palatinato-Simmern † (11 aprile 1457 - 20 maggio 1465 nominato arcivescovo di Magdeburgo) (amministratore apostolico)
  - Enrico di Schwarzburg † (20 giugno 1466 - 24 dicembre 1496 deceduto) (amministratore apostolico)
- Corrado di Rietberg † (18 aprile 1497 - 9 febbraio 1508 deceduto)
- Eric di Sassonia-Lauenburg † (16 agosto 1508 - 20 ottobre 1522 deceduto)
- Federico di Wied † (30 gennaio 1523 - 12 dicembre 1531 dimesso)
  - Eric di Brunswick-Grubenhagen † (27 marzo 1532 - 14 maggio 1532 deceduto) (vescovo eletto)
- Franz von Waldeck † (16 agosto 1532 - 15 luglio 1553 deceduto)
- Wilhelm von Ketteler † (29 novembre 1553 - 2 dicembre 1557 dimesso)
- Bernhard von Raesfeld † (23 dicembre 1558 - 25 ottobre 1566 dimesso)
- Johann von Hoya † (23 luglio 1567 - 5 aprile 1574 deceduto)
- Giovanni Guglielmo di Jülich-Kleve-Berg † (5 aprile 1574 succeduto - 8 maggio 1585 dimesso)
- Ernesto di Baviera † (27 novembre 1585 - 17 febbraio 1612 deceduto)
- Ferdinando di Baviera † (18 febbraio 1612 - 13 settembre 1650 deceduto)
- Christoph Bernhard von Galen † (22 maggio 1651 - 19 settembre 1678 deceduto)
- Ferdinand von Fürstenberg † (19 settembre 1678 succeduto - 26 giugno 1683 deceduto)
- Massimiliano Enrico di Baviera † (11 settembre 1683 - 3 giugno 1688 deceduto)
- Friedrich Christian von Plettenberg † (20 dicembre 1688 - 5 maggio 1706 deceduto)
- Franz Arnold von Wolff-Metternich zur Gracht † (8 giugno 1707 - 25 dicembre 1718 deceduto)
- Clemente Augusto di Baviera † (26 aprile 1719 - 6 febbraio 1761 deceduto)
- Maximilian Friedrich von Königsegg-Rothenfels † (20 dicembre 1762 - 15 aprile 1784 deceduto)
- Massimiliano d'Asburgo-Lorena † (15 aprile 1784 succeduto - 29 luglio 1801 deceduto)
  - Sede vacante (1801-1820)[11]
- Ferdinand Hermann Maria von Lüninck † (28 agosto 1820 - 18 marzo 1825 deceduto)
- Kaspar Max Droste zu Vischering † (17 dicembre 1825 - 3 agosto 1846 deceduto)
- Bernard Georg Kellermann † (28 marzo 1847 - 29 marzo 1847 deceduto)
- Johann Georg Müller † (4 ottobre 1847 - 19 gennaio 1870 deceduto)
- Johannes Bernhard Brinkmann † (27 giugno 1870 - 13 aprile 1889 deceduto)
- Hermann Jakob Dingelstad † (30 dicembre 1889 - 6 marzo 1911 deceduto)
- Felix von Hartmann † (27 luglio 1911 - 2 dicembre 1912 nominato arcivescovo di Colonia)
- Johannes Poggenburg † (4 luglio 1913 - 6 gennaio 1933 deceduto)
  - Wilhelm Heinrich Heufers † (maggio 1933 - luglio 1933 dimesso) (vescovo eletto)
- Beato Clemens August von Galen † (5 settembre 1933 - 22 marzo 1946 deceduto)
- Michael Keller † (19 luglio 1947 - 7 novembre 1961 deceduto)
- Joseph Höffner † (9 luglio 1962 - 6 gennaio 1969 nominato arcivescovo coadiutore di Colonia[12])
- Heinrich Tenhumberg † (7 luglio 1969 - 16 settembre 1979 deceduto)
- Reinhard Lettmann † (11 gennaio 1980 - 28 marzo 2008 ritirato)
- Felix Genn (19 dicembre 2008 - 9 marzo 2025 ritirato)

## Statistiche
La diocesi nel 2023 su una popolazione di 4.354.024 persone contava 1.867.170 battezzati, corrispondenti al 42,9% del totale.
| anno | popolazione | popolazione | popolazione | presbiteri | presbiteri | presbiteri | presbiteri                | diaconi | religiosi | religiosi | parrocchie |
| anno | battezzati  | totale      | %           | numero     | secolari   | regolari   | battezzati per presbitero | diaconi | uomini    | donne     | parrocchie |
| ---- | ----------- | ----------- | ----------- | ---------- | ---------- | ---------- | ------------------------- | ------- | --------- | --------- | ---------- |
| 1950 | 2.057.795   | 3.606.669   | 57,1        | 1.550      | 1.466      | 84         | 1.327                     |         | 680       | 8.465     | 622        |
| 1970 | 2.158.802   | 3.731.680   | 57,9        | 1.842      | 1.297      | 545        | 1.171                     |         | 825       | 7.223     | 586        |
| 1980 | 2.118.176   | 3.667.610   | 57,8        | 1.626      | 1.197      | 429        | 1.302                     | 64      | 690       | 5.850     | 686        |
| 1990 | 2.086.279   | 3.811.147   | 54,7        | 1.498      | 1.151      | 347        | 1.392                     | 142     | 646       | 4.701     | 689        |
| 1999 | 2.090.271   | 4.167.193   | 50,2        | 1.377      | 1.092      | 285        | 1.517                     | 201     | 452       | 3.674     | 689        |
| 2000 | 2.085.526   | 4.212.631   | 49,5        | 1.251      | 984        | 267        | 1.667                     | 209     | 418       | 3.390     | 689        |
| 2001 | 2.073.964   | 4.221.393   | 49,1        | 1.208      | 942        | 266        | 1.716                     | 190     | 408       | 3.279     | 688        |
| 2002 | 2.072.037   | 4.243.619   | 48,8        | 1.319      | 1.072      | 247        | 1.570                     | 196     | 395       | 3.060     | 682        |
| 2003 | 2.065.103   | 4.256.719   | 48,5        | 1.311      | 1.068      | 243        | 1.575                     | 226     | 385       | 3.066     | 681        |
| 2004 | 2.056.427   | 4.317.937   | 47,6        | 1.303      | 1.069      | 234        | 1.578                     | 236     | 364       | 2.957     | 675        |
| 2013 | 1.953.081   | 4.333.919   | 45,1        | 1.129      | 931        | 198        | 1.729                     | 296     | 347       | 2.193     | 304        |
| 2016 | 1.927.000   | 4.228.841   | 45,6        | 1.156      | 960        | 196        | 1.666                     | 309     | 286       | 1.750     | 227        |
| 2019 | 1.853.185   | 4.318.446   | 42,9        | 1.318      | 1.075      | 243        | 1.406                     | 294     | 317       | 1.664     | 211        |
| 2021 | 1.859.860   | 4.336.954   | 42,9        | 1.209      | 981        | 228        | 1.538                     | 291     | 294       | 1.509     | 211        |
| 2023 | 1.867.170   | 4.354.024   | 42,9        | 1.013      | 765        | 248        | 1.843                     | 292     | 311       | 1.309     | 202        |